# Zinons Popovs
Zinons Popovs (auch Zenons Popovs, * 28. Juni 1906 in Riga; † 1944) war ein lettischer Radrennfahrer und nationaler Meister im Radsport.

## Sportliche Laufbahn
Popovs nahm an den Olympischen Sommerspielen 1928 in Amsterdam teil. Er bestritt mit dem Vierer Lettlands die Mannschaftsverfolgung, sein Team mit Ernests Mālers, Roberts Ozols und Fridrihs Ukstiņš wurde auf dem 9. Platz klassiert.
Er war dreimal nationaler Meister im Bahnradsport in verschiedenen Disziplinen. 1927 und 1932 gewann er die nationale Meisterschaft im Mannschaftszeitfahren.